# Dina Teresa
Dina Teresa Moreira de Oliveira (* 24. November 1902 in Coutos, Gemeinde Oliveira do Douro, Kreis Vila Nova de Gaia; † 7. April 1984 in São Paulo, Brasilien) war eine portugiesische Schauspielerin und Sängerin.

## Werdegang

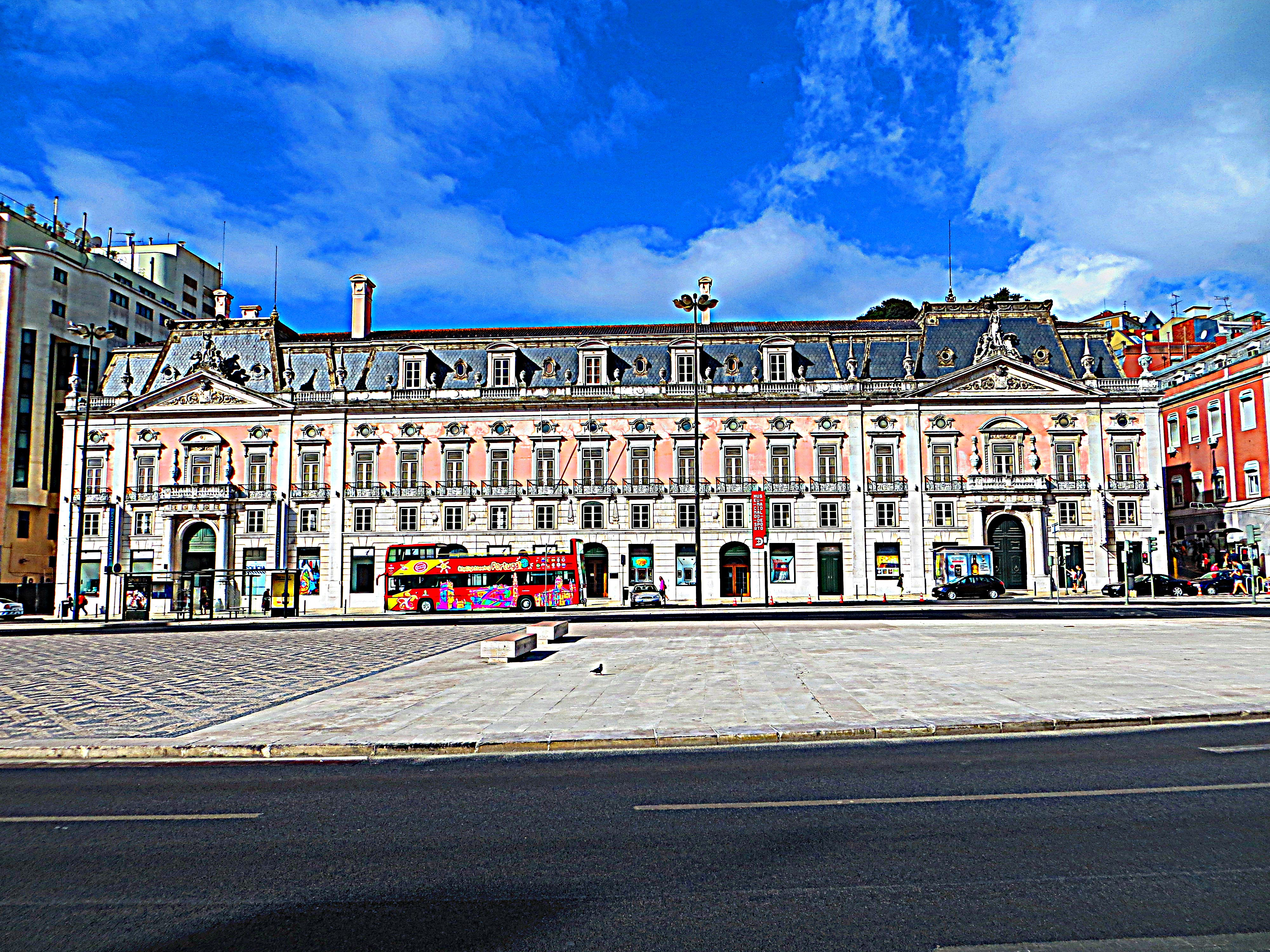
Der Stadtpalast Palácio Foz an der Praça dos Restauradores in Lissabon war lange ein Theater und 1922 eine der ersten Wirkungsstätten Dina Teresas in Lissabon.

Teresa begann früh an Theatern in Porto, als Nebendarstellerin und Hintergrundsängerin zu arbeiten. Später ging sie nach Lissabon, wo sie zunächst weiter in kleinen Rollen und Nebensängerin wirkte, ganz überwiegend in den populären Revuen der Hauptstadt. Eine der ersten Rollen hatte sie in der Revue Giga-Joga 1922 im Palácio Foz, einem alten Stadtpalast neben dem Teatro Éden, der lange auch ein Theater beherbergte. Einen ersten Filmauftritt hatte sie 1928, mit einer kleinen Nebenrolle in Fátima Milagrosa, einem Stummfilm des Regisseurs Rino Lupo mit Beatriz Costa in der Hauptrolle.
Als der Regisseur José Leitão de Barros für den ersten Tonfilm des Portugiesischen Kinos unbekannte Schauspieler suchte, besetzte er die Hauptrolle mit Dina Teresa, die einen öffentlichkeitswirksamen Wettbewerb der Zeitung Diário de Lisboa zur Besetzung des ersten portugiesischen Tonfilms gewonnen hatte. Barros wollte bei seiner Verfilmung des populären Theaterstücks Júlio Dantas keine bekannten Schauspieler, um seinen Film noch weniger als eine Theaterverfilmung wirken zu lassen. Die bislang meist als Teresa Moreira vermerkte Schauspielerin nahm auf Wunsch des Regisseurs fortan ihren Künstlernamen Dina Teresa an.
Der enorme Erfolg von A Severa mit ihrer Darstellung der Fado-Sängerin Maria Severa machte Dina Teresa auf einen Schlag berühmt. Bereits acht Tage nach der Filmpremiere am 17. Juni 1931 im Teatro São Luiz erhielt sie eine erste Hauptrolle, in der Revue Ai-Ló am Teatro Avenida. Sie war fortan der Star in einer Vielzahl Revuen, wenngleich sie als Fadosängerin nie ganz anerkannt wurde. Der Erfolg von A Severa auch im Ausland brachte ihr dabei auch ausgedehnte Gastspielreisen in Brasilien ein.
Ende der 1940er Jahre beendete sie ihre Schauspielkarriere, trat aus dem Licht der Öffentlichkeit heraus und zog nach Poá am östlichen Rand der brasilianischen Metropole São Paulo. Sie geriet danach schnell in Vergessenheit und starb 1984 in São Paulo.

## Filmografie
- 1928: Fátima Milagrosa, R: Rino Lupo
- 1931: A Severa, R: José Leitão de Barros
- 1933: Das Lied von Lissabon (A Canção de Lisboa), R: José Ângelo Cottinelli Telmo
- 1939: Varanda dos Rouxinóis, R: José Leitão de Barros